# Pleistodontes blandus
Pleistodontes blandus är en stekelart som beskrevs av Wiebes 1963. Pleistodontes blandus ingår i släktet Pleistodontes och familjen fikonsteklar. Inga underarter finns listade i Catalogue of Life.